# Pasireotide
Pasireotide (SOM230, tên thương mại Signifor ) là một loại thuốc mồ côi được chấp thuận tại Hoa Kỳ  và Châu Âu  để điều trị bệnh Cushing ở những bệnh nhân thất bại hoặc không đủ điều kiện để điều trị bằng phẫu thuật. Nó được phát triển bởi Novartis. Pasireotide là một chất tương tự somatostatin với ái lực tăng gấp 40 lần so với thụ thể somatostatin 5 so với các chất tương tự somatostatin khác.
Pasireotide đã được phê duyệt cho bệnh Cushing bởi EMA vào tháng 10 năm 2009  và bởi FDA vào tháng 12 năm 2012.
Pasireotide LAR được sự chấp thuận của FDA để điều trị bệnh to đầu chi trong tháng 12 năm 2014, và đã được chấp thuận cho dấu hiệu này bằng cách EMA một tháng trước đó.